# 秦周
秦周，清朝政治人物。浙江臨海縣人。
秦周為副榜出身。乾隆十五年（1750年）三月，出任湖南永順府龍山縣知縣。